# Planalto da Borborema
O Planalto da Borborema, também conhecido como Chapada Pernambucana — devido a estar situada em parte da antiga Capitania de Pernambuco — Serra da Borborema, ou ainda, Planalto Nordestino, é uma região serrana no interior da região Nordeste do Brasil. 
Medindo aproximadamente 400 km em linha reta norte–sul, localiza-se nos estados de Alagoas, Pernambuco, Paraíba e Rio Grande do Norte. Esse sistema, parte do Planalto Brasileiro, equivale ao setor mais oriental do planalto Atlântico e um dos dois mais setentrionais, sendo divisor de águas entre a bacia do Rio São Francisco e as bacias propriamente borborêmicas nos setores norte e leste. É o único grande sistema do platô oriental azevediano que não faz parte da cadeia franciscana.
No planalto localizam-se importantes cidades como Campina Grande e Itabaiana (Paraíba), Caruaru, Garanhuns e Vitória de Santo Antão (Pernambuco), Arapiraca e Palmeira dos Índios (Alagoas) e Currais Novos (Rio Grande do Norte).

## Etimologia
O topônimo «Borborema» é originário do termo tupi ybymbore'yma, que significa «terra sem habitantes» (yby, «terra» mais mbora, «povo» mais e'yma, «sem»).

## Geografia

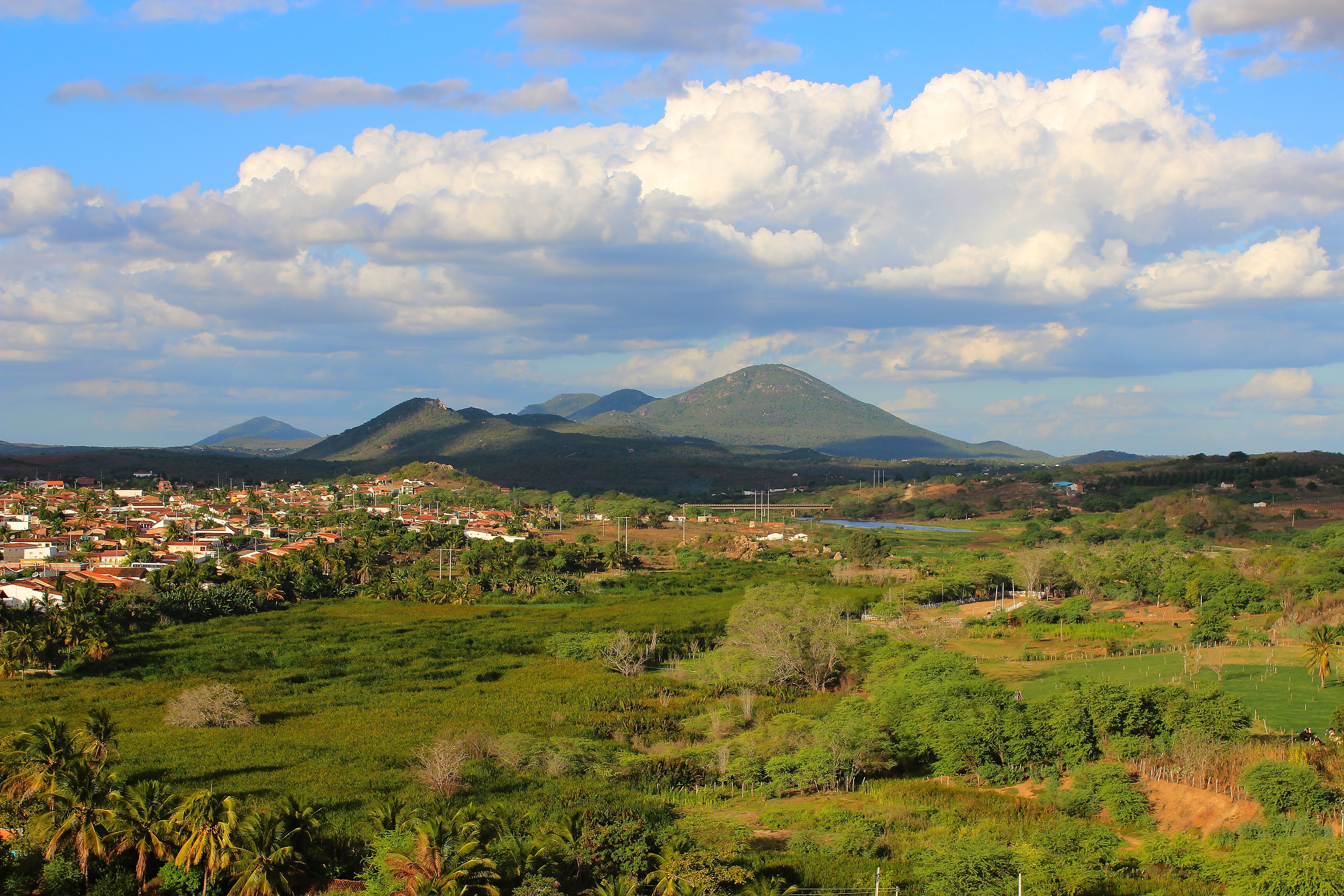
Vista do pico do Caturité em Boqueirão - Paraíba, possui aproximadamente 900 metros de altitude situado na serra de igual nome.

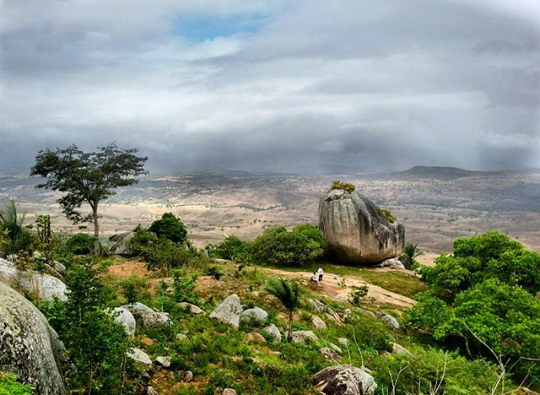
Serra Velha, Ingá-PB

### Relevo
O Planalto da Borborema corresponde ao conjunto de terras altas que se distribuem no nordeste oriental do Brasil, com limites marcados, geralmente com amplitude da ordem de 100m em relação ao entorno (escarpas); sendo comum não apresentar solução de continuidade litológica em relação ao relevo rebaixado adjacente. Sua gênese reflete uma série de pulsos epirogenéticos, associados inicialmente ao desmantelamento do supercontinente Gondwana, ao final do Cretáceo, e posteriormente ao magmatismo continental Cenozoico; que atuaram sobre estruturas herdadas, em sua maioria do Pré-Cambriano, dando origem a um mosaico de subcompartimentos morfoestruturais.
O termo «Serra da Borborema» é utilizado sobretudo para indicar as várias porções do planalto nos estados onde estão tais contrafortes montanhosos e seus vales, que são formados por rochas antigas do Escudo Brasileiro. No estado da Paraíba, onde o planalto cobre todo o agreste, serra e planalto da Borborema são sinônimos. Os solos, em geral, são pouco profundos e de fertilidade natural bastante variada, com predominância de fertilidade média e alta.

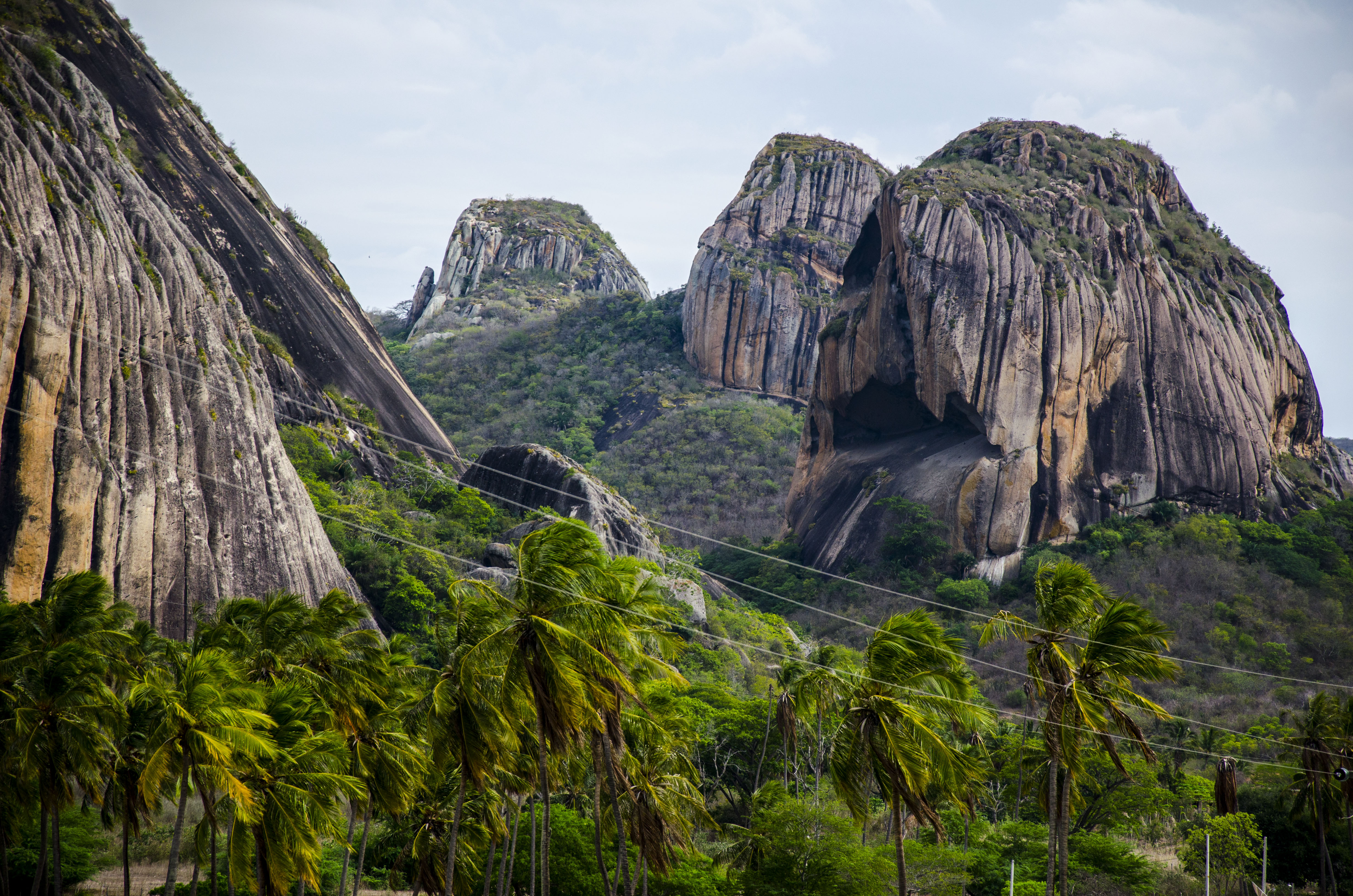
Formações rochosas em Araruna - Paraíba, situado no Parque Estadual da Pedra da Boca.

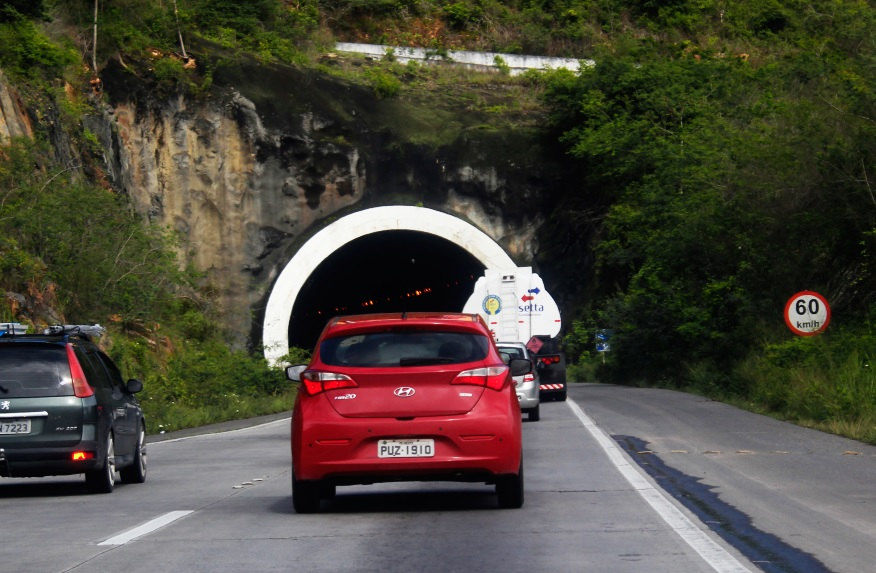
Túnel Plínio Pacheco na BR-232, localizado na Serra das Russas em Gravatá, Pernambuco. A BR-232 corta de leste a oeste o planalto da Borborema em Pernambuco.

O rebordo oriental da Borborema é escarpado e domina a baixada litorânea com um desnível de 300 metros, o que confere ao topo uma altitude de 500 metros como na comunidade de Serra Velha no município de Ingá-PB. Para o interior, o planalto ainda se alteia mais e alcança média de 800 metros em seu centro, onde passa a baixar até atingir 600 metros junto ao rebordo ocidental. Diferem consideravelmente as topografias da porção oriental e da porção ocidental. A leste erguem-se sobre a superfície do planalto cristas de leste para oeste, separadas por vales, que configuram parcos relevos de 300 metros. Aproximadamente, no centro-sul do planalto, eleva-se o maciço dômico de Garanhuns, que supera a altitude de 1 000 metros.
Com altitude média de 200 metros, podendo chegar a mais de 1 000 metros — como é o caso do Pico do Jabre, de 1 208 m (no estado da Paraíba), do Pico da Boa Vista, de 1 195 m e do Pico do Papagaio, de 1 175 m (ambos no estado de Pernambuco) — em seus pontos extremos (serras), o planalto está encrustado no agreste do Nordeste Oriental, espalhando-se de norte a sul e tendo como fronteira natural as planícies do litoral (região úmida) e a depressão sertaneja (região semiárida).
Constitui uma área de transição entre a Mata Atlântica e a Caatinga, possuindo vegetação variada que vai desde a caatinga propriamente dita até resquícios de mata atlântica (matas de brejo) nos pontos mais altos das serras, como ocorre na Unidade de Conservação Estadual Mata de Goiamunduba, na Paraíba.

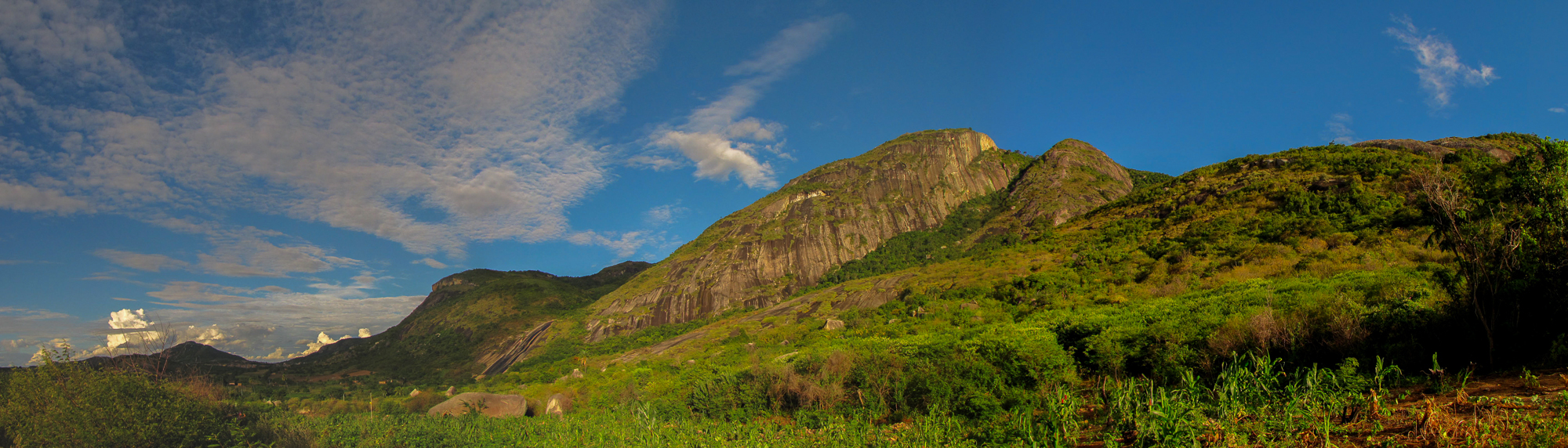
Vista da Serra do Ponto no agreste de Pernambuco, onde fica localizado o Pico da Boa Vista, ponto mais elevado do estado de Pernambuco.

### Hidrografia

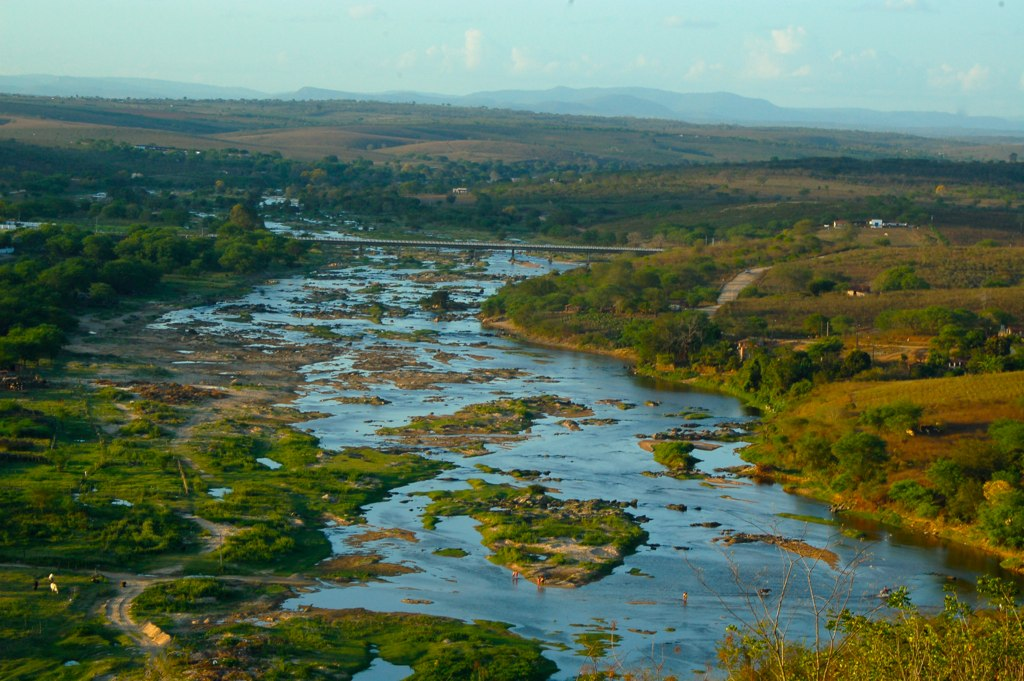
Rio Ipanema em Batalha - Alagoas. O rio Ipanema nasce no município pernambucano de Pesqueira e desagua no rio São Francisco, em Alagoas.

A maior bacia do setor leste é a do Paraíba, seguida pelas dos rios Capibaribe, Ipojuca, Una e Mamanguape, todos desaguando diretamente no oceano. Já no setor norte, a maior bacia é a do Rio Piranhas–Açu. No setor sul e oeste, os rios de destaque são o Mundaú (que nasce na encosta meridional do planalto, nas imediações da cidade de Garanhuns (Pernambuco) e desagua na Lagoa Mundaú, uma lagoa costeira de estuário do Oceano Atlântico, próximo à cidade de Maceió, capital de Alagoas), e o Ipanema (em caráter intermitente ou sazonal, que nasce nas encostas ocidentais do planalto, nas imediações do Município de Pesqueira, cuja bacia hidrográfica mescla-se em áreas entre os biomas do agreste e do sertão nordestino, entretanto o mesmo percorre no sentido sul para desaguar no Rio São Francisco, em Alagoas).

### Clima

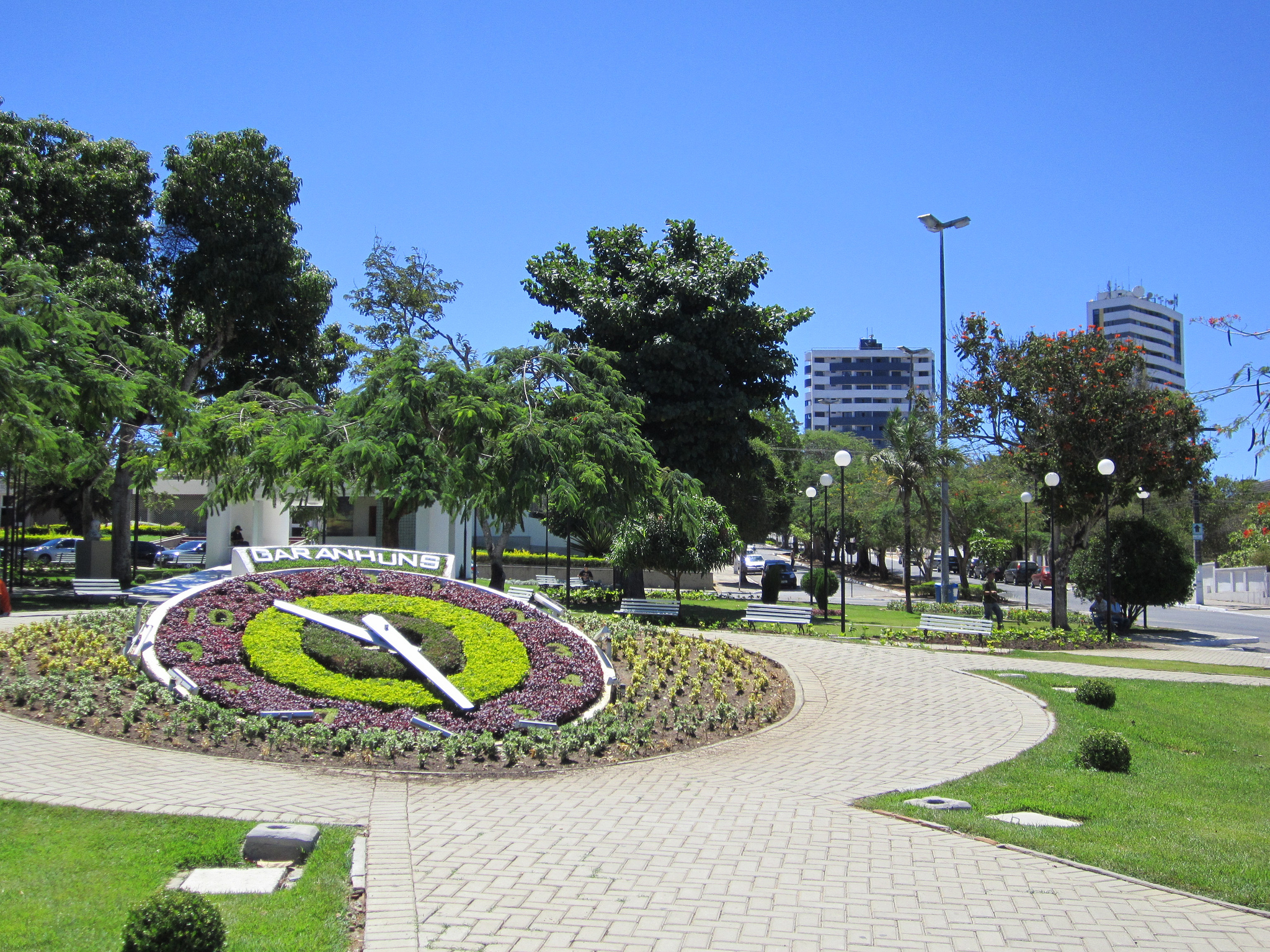
Garanhuns, no Agreste Pernambucano, tem temperatura amena devido à sua altitude: seu ponto culminante atinge 1030 metros.

O clima do planalto é seco, muito quente, semiárido, com amplitude térmica mais acentuada que o litoral, por conta da continentalidade, normalmente passando dos 30°C durante o dia e cerca de 20°C à noite, chegando a cair algumas vezes para 11°C à noite em alguns locais mais elevados.

## Turismo e cultura

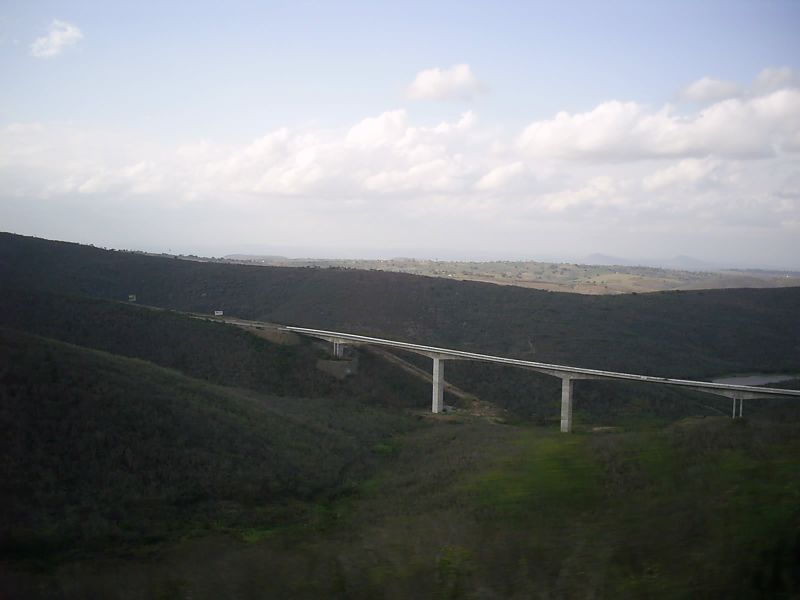
Ponte na Serra das Russas da BR-232, rodovia que liga Recife ao interior do Estado de Pernambuco

O Planalto da Borborema vem se constituindo em uma região de forte atração turística, principalmente para os habitantes da área litorânea, que são atraídos pelas paisagens e o clima mais ameno que apresenta, nomeadamente nas vizinhanças de Caruaru, Chã Grande, Gravatá, Brejo da Madre de Deus e Garanhuns (Pernambuco); Araruna, Lagoa Seca, Campina Grande, Bananeiras, Areia, Serraria, Pilões e Solânea (Paraíba); Serra de São Bento, Monte das Gameleiras, Acari, Currais Novos, Carnaúba dos Dantas, Cerro Corá, Tenente Laurentino Cruz, Martins e Portalegre (Rio Grande do Norte). Outros motivos de interesse são os festejos juninos, as feiras, a culinária e o artesanato.
O ecoturismo também vem, pouco a pouco, se desenvolvendo, como vem ocorrendo no Parque Estadual da Pedra da Boca, situado no município de Araruna (criado no ano de 2000).